# Li Lingyu
Li Lingyu (nacida el 9 de abril de 1963, Shanghái) es una cantante y actriz china.

## Biografía
Li nació en Shanghái en 1963. Fue alumna del cantante Wang Kun.
En 1980 fue admitida a la asociación de ópera, conocida como " Beijing Red Flag Yue Opera Company", para la realización de la  "Shaoxing Opera". En 1984, se incorporó a un evento musical, llamado "China Oriental Song and Dance Troupe". Allí conoció a su primer esposo y se casó a la edad de 21 años.
Su primer trabajo en la televisión, se inició en 1986, para la adaptación de una serie titulada "Journey to the West". Ella lanzó su primer álbum en 1987, haciéndose conocer con su primer tema musical titulado "Sweet Song Queen".
En 1993, se trasladó a Japón,  debido a las dificultades maritales, ella trabajó durante dos años como presentadora de televisión en una red televisiva japonesa llamada MTV.
Li emigró a Canadá en 1995, se casó con un gestor de inversiones en 1997, dio a luz a un su primer hijo en 2000. 
En 2005 fue contratada para trabajar como profesora a tiempo parcial, en una Escuela de Educación en  California, Estados Unidos. Ella retornó a la música, invirtiendo unos RMB 1.000.000, para lanzar su próximo álbum titulado "Beauty Chant".

## Filmografía

### Películas
- The Dream of a Red Mansion
- Chivalrous Lovers
- Sister Outlaw
- The Ninth Unresolved Case
- Life Adventure (2005) (musical 3-D film) as Yu the Sun Goddess

### Televisión
- Journey to the West (1986) as Yu Tujing
- Stories from the Editorial Board as Fei Lili
- Xiaozhuang Mishi (2004) as an imperial concubine